# ウガンダの国章
ウガンダの国章（ウガンダのこくしょう）は、独立に伴い1962年に制定された。
中央に、緑の小山に置かれた盾と槍が描かれており、盾と槍は、ウガンダの人々が彼らの国を守る意思を表現している。盾には3つの絵が描かれている。最も上にあるのはビクトリア湖の波である。中央の太陽はウガンダの日照時間の多さを、下部の伝統的な太鼓は会合や祝典の際に人々が集められ、踊ることを表している。
盾の右側にはウガンダの国鳥であるホオジロカンムリヅルの亜種が、左側には豊かな自然を象徴するコーブの亜種が立っている。
盾が立っている小山は豊かな自然を表し、ナイル川が流れている。川の両脇には2つの主要な商品作物であるコーヒーと木綿が描かれている。最下部のリボンの中には、"For God and My Country"（神と我が国のために）という国の標語が英語で書かれている。

イギリス領時の紋章（1914年から1962年まで）